# Јука Невалајнен
Јука Антеро Невалајнен (фин. Jukka Antero Nevalainen; Ките, 21. април 1978) бивши је бубњар финског метал бенда Nightwish.